# Dvorana Fredric R. Mann
Dvorana Fredric R. Mann (heb. היכל התרבות / engl. Fredric R. Mann Auditorium) koncertna je dvorana i jedna od najznačajnijih kulturno-glazbenih institucija u Tel Avivu. Dom je Izraelskoga filharmonijskog orkestra.

## Povijest
Dvoranu Fredric R. Mann u Tel Avivu projektirali su izraelski arhitekti Dov Karmi te otac i sin Ze'ev i Ya'akov Rechter. Često ju zovu i Palačom kulture: sagrađena je na trgu HaBima, a u njezinoj je blizini i istoimeno izraelsko narodno kazalište (engl. Habima Theatre). Dvorana je službeno otvorena 1. listopada 1957. svečanim koncertom na kojemu je uz Izraelski filharmonijski orkestar pod ravnanjem Leonarda Bernsteina kao solist nastupio Arthur Rubinstein. Osim te dvojice slavnih umjetnika, u toj su dvorani često nastupali i Yehudi Menuhin, Isaac Stern, Itzhak Perlman, Pinchas Zukerman, Maksim Vengerov, Daniel Barenboim, Zubin Mehta, Berlinski filharmoničari, Londonski simfonijski orkestar te mnogi drugi cijenjeni glazbenici i svjetski poznati orkestri. Dvorana nosi časno ime Fredrica R. Manna, američkog poduzetnika i mecene koji je iznimno zaslužan za njezinu izgradnju. Iako je primarno sagrađena kao dom i koncertna dvorana Izraelskog filharmonijskog orkestra, u njoj se često organiziraju i održavaju razni regionalni i međunarodni znanstveni i kulturni susreti i konferencije. Dvorana ima 2760 sjedala s kojih se u potpunosti mogu pratiti zbivanja na pozornici. Strop s jedinstveno dizajniranim piramidalnim oblicima doprinosi optimalnom širenju zvuka cijelom dvoranom.

## Galerija
- Dvorana Fredric R. Mann (2005.)
- Obnovljeni prilaz dvorani Fredric R. Mann (2010.)
- Podij koncertne dvorane Fredric R. Mann (2011.)
- Poslije koncerta (2011.)
- Pogled na dvoranu Fredric R. Mann i obnovljeno kazalište Habima (2012.)

## Vanjske poveznice

### Sestrinski projekti
|  | Zajednički poslužitelj ima još gradiva o temi Dvorana Fredric R. Mann |

### Mrežna sjedišta
- Fredric R. Mann Auditorium (službene stranice)  Arhivirana inačica izvorne stranice od 24. ožujka 2013. (Wayback Machine) (engl.) (hebr.)
- israstage.com – Mann Auditorium (program koncerata i događanja) (hebr.) (engl.) (fr.) (rus.)
- manncenter.org – Jane Ellis Gitomer: »The Man Behind the Mann«  Arhivirana inačica izvorne stranice od 8. svibnja 2013. (Wayback Machine) (engl.)
- Embassy of Israel, London: Culture/Music – Mann Auditorium[neaktivna poveznica] (engl.)